# Paracuru
Paracuru es un municipio brasileño del estado del Ceará. Su población estimada en 2004 era de 30.927 habitantes. Distante a 84 km de Fortaleza, es la única sede de municipio del interior cearense bañada por el mar.